# Хріниця злаколиста
Хріниця злаколиста (Lepidium graminifolium) — вид квіткових рослин родини капустяних (Brassicaceae).

## Біоморфологічна характеристика
Це багаторічна рослина (20)30–80(120) см заввишки, з сильним запахом, зазвичай сильно розгалужена, рідко вкрита короткими, густими волосками чи майже гола. Листки прикореневі та нижні стеблові на ніжках, довгасто-лопатеві, городчато-пилясті, стеблові — ланцетно лінійні чи лінійні, цілокраї. Китиці при плодах подовжені. Пелюстки білі, нечітко загострені, ≈ 1.5 мм завдовжки, в 1.5 рази довші за чашолистку. Тичинок 4–6. Стручки голі, гострі, яйцеподібні, 2–4 мм завдовжки. Насіння яйцеподібне, безкриле, дрібнососочкове, темно-коричневе, гладке, 1.5 × 0.8–1 мм. 2n=16, 48.

## Поширення
Росте у південній і центральній частинах Європи (Албанія, Болгарія, Франція, Греція, Угорщина, Словаччина, Італія, Крим, Румунія, Іспанія, Швейцарія, Боснія і Герцеговина, Чорногорія, Хорватія, Македонія, Сербія, Словенія), Алжирі, Марокко, Туреччині. Населяє сухі схили.
В Україні росте на сухих відкритих схилах — у гірському Криму від Севастополя до Малоріченської Алуштинської міськради.

## Використання
Його збирають з дикої природи для місцевого використання як їжу.